# 玉島村 (佐賀県)
玉島村（たましまむら）は、佐賀県東松浦郡に属していた村。

## 沿革
- 1889年（明治22年）4月1日 - 町村制施行に伴い東松浦郡南山村、淵上村、谷口村、岡口村、五反田村、平原村、鳥巣村が合併し、大村（おおむら）が発足。
- 1896年（明治29年）7月28日 - 名称を玉島村に変更。
- 1956年（昭和31年）9月30日 - 東松浦郡浜崎町との新設合併で浜崎玉島町になり消滅。